# Política fiscal en la Unión Europea
La política fiscal en la Unión Europea se refiere a la fiscalidad dentro de dicha unión política y económica. Esta política se compone de dos ramas: la fiscalidad directa, que es competencia exclusiva de los Estados de la Unión, y la fiscalidad indirecta, que afecta a la libre circulación de mercancías y a la libre prestación de servicios en el Mercado Único. No obstante, las instituciones comunitarias han establecido algunas normas armonizadas para la tributación personal y la fiscalidad de las sociedades —como parte de la fiscalidad directa—, y los Estados miembros, por su parte, han tomado medidas conjuntas para evitar la evasión fiscal y la doble imposición. En cuanto a la fiscalidad indirecta, la Comisión Europea armoniza las leyes relativas al impuesto sobre el valor añadido (IVA) y los impuestos especiales. Así se garantiza que, en el mercado interior, la competitividad no sea distorsionada por las variaciones de las tasas de impuesto indirectas y por los sistemas que podrían dar a las empresas de un Estado miembro ventajas “desleales” sobre compañías basadas en otros Estados de la Unión.

## Mercado interior de la Unión Europea
El Mercado Único Europeo, es el mercado interior de la Unión Europea donde circulan libremente los bienes, servicios, capitales, las personas y, en su interior, los ciudadanos de la Unión pueden residir, trabajar, estudiar o hacer negocios con total libertad. Es uno de los instrumentos de integración social y económica de la Unión, del cual derivan, entre otros, la Unión Económica y Monetaria. Es parte fundamental de la economía de la Unión Europea.
Los países miembros de la AELC (excepto Suiza) participan en este mercado interior gracias al Espacio Económico Europeo (EEE), un acuerdo comercial entre la Unión Europea y los países de la AELC.
El mercado interior aparece mencionado en el artículo 3.3 del Tratado de la Unión Europea como uno de los objetivos que tiene que alcanzar la UE.

Art 26.1 del TFUE;
la Unión adoptará las medidas destinadas a establecer el mercado interior y a garantizar su funcionamiento

## Historia
El déficit público ha sido considerado como uno de los principales indicadores de la economía pública y ejerce un importante papel en la toma de decisiones políticas a nivel comunitario (Unión Europea) y mundial. El origen de su  protagonismo a nivel comunitario procede de la aprobación en 1992 del Tratado de Maastricht que estableció un límite en el entorno del 3 % como uno de los criterios de convergencia que debían cumplir los Estados miembros de la UE para poder acceder a la tercera fase de la Unión Económica y Monetaria. A mediados de la década de 1990, ante la proximidad de la entrada en funcionamiento del euro, se puso de manifiesto en el ámbito de la Unión, la necesidad de coordinar las políticas fiscales de cada país y establecer una regla que asegurase el rigor fiscal de los países partícipes y dotar de credibilidad a las políticas fiscales de cada uno de los Estados miembros, de manera añadida junto a la política monetaria del Banco Central Europeo.

### Pacto Fiscal Europeo
El Pacto fiscal europeo (formalmente Tratado de estabilidad, coordinación y gobernanza en la unión económica y monetaria) es un tratado internacional firmado el 2 de marzo de 2012 por 25 Estados miembros de la Unión Europea (UE).

### Deuda pública de la UE
La deuda pública de la Unión Europea es una medida de las obligaciones de la Comisión Europea. Desde 2020 dicha institución ha movilizado un paquete de ayudas en respuesta a la crisis del COVID-19, acudiendo para ello a la financiación en los mercados internacionales. Estos fondos extraordinarios, financiados con títulos de deuda pública de la Comisión Europea a largo plazo, serán gestionados por cada uno de los Estados miembros que lo soliciten.
La idea que subyace bajo la propuesta de los bonos es el mayor acceso de los gobiernos a la financiación de sus deudas mediante la ampliación de sus oportunidades de liquidez y su seguridad. También se espera que los bonos refuercen el sistema financiero de la eurozona, evitándose mejor futuras crisis.

### Reforma de las reglas fiscales de la UE
Entre 2021 y 2022 el presidente francés, Emmanuel Macron, y el presidente del Consejo de Ministros de Italia, Mario Draghi, se mostraron dispuestos a liderar dentro de la UE, la ofensiva para transformar las normas sobre fiscalidad, inversión y ayudas de Estado que en su opinión amenazarían la recuperación de la Unión tras la pandemia de COVID-19. En este sentido, el Tratado del Quirinal —convenio de amistad bilateral firmado en noviembre de 2021— sirvió también para sentar las bases de lo que debería ser un previsto documento común que afronte la revisión del Pacto de estabilidad y crecimiento, entre otros asuntos. Así, el empuje de ambos países —que suponen algo más de un tercio del PIB de la eurozona— pretendía marcar el terreno ante el inicio de los debates que serán fundamentales en la futura gobernanza política y económica de la UE.
Las normas del PEC están suspendidas desde el inicio de la pandemia, pero algunos Estados miembros abogan por reintroducirlas en 2023 tal y como fueron concebidas en 1997. Esta idea fue considerada como inviable por Draghi y Macron quienes manifestaron que el Pacto se había quedado obsoleto. Por su parte, el canciller alemán Olaf Scholz se ha mostrado abierto a buscar una salida consensuada al debate sobre las normas fiscales que todos miembros del Consejo Europeo consideran imprescindible.

## Fiscalidad directa
Legislativamente, el Tratado de la Unión Europea (TUE) no contempla competencias explícitas en el ámbito de la fiscalidad directa. Sin embargo, la legislación relativa a la fiscalidad de las sociedades se rige por el artículo 115 del Tratado de Funcionamiento de la Unión Europea (TFUE), que autoriza la adopción de directivas en busca de lograr una aproximación de las disposiciones legales de los Estados miembros que incidan de manera directa en el mercado interior «por unanimidad y con arreglo al procedimiento de consulta».

## Fiscalidad indirecta
Impuestos sobre consumos específicos
Impuesto sobre el valor añadido
El impuesto sobre el valor añadido de la Unión Europea (o IVA de la UE ) es un impuesto al valor agregado en bienes y servicios dentro de la Unión Europea (UE). Se trata de un impuesto armonizado en la Unión Europea, de manera que la legislación de todos los Estados miembros deben adaptar su normativa a las Directivas europeas y al resto de normas comunitarias de desarrollo. La Sexta Directiva, de 17 de mayo de 1977 constituye la norma fundamental en esta materia, mediante la cual se estableció una cobertura uniforme a efectos de este impuesto en la Comunidad Europea. Las instituciones de la UE no recaudan el impuesto, pero cada Estado miembro de la Unión Europea está obligado a adoptar un impuesto sobre el valor agregado que cumpla con el código de IVA intracomunitario. Una parte del IVA recaudado por los Estados miembros se utiliza para financiar a la Unión Europea, como parte del sistema de "recursos propios".